# Rinodina atrocinerea
Rinodina atrocinerea är en lavart som först beskrevs av William Jackson Hooker, och fick sitt nu gällande namn av Körb. Rinodina atrocinerea ingår i släktet Rinodina och familjen Physciaceae.  Arten är reproducerande i Sverige. Inga underarter finns listade i Catalogue of Life.